# Capitán Prat (Schiff, 1993)
Die HMAS Newcastle war eine Fregatte der Adelaide-Klasse der Königlich Australischen Marine. Sie war die sechste Einheit ihrer Klasse und nach der australischen Großstadt Newcastle im Bundesstaat New South Wales benannt. 2019 wurde sie an Chile verkauft und dort 2020 als Capitán Prat (FFG-11) in Dienst gestellt.

## Geschichte
Die HMAS Newcastle wurde auf Basis der US-amerikanischen Oliver-Hazard-Perry-Klasse am 21. Juli 1989 auf der Werft Australian Marine Engineering Consolidated in Williamstown im Bundesstaat Victoria auf Kiel gelegt. Ihr Stapellauf erfolgte am 21. Februar 1992 und die Indienststellung am 11. Dezember 1993.
Vom 19. Dezember 1999 bis zum 26. Januar 2000 war die Newcastle an der International Force East Timor während der Krise in Osttimor 1999 beteiligt, die unter australischer Führung stattfand. 2005 folgte ein Einsatz im Persischen Golf.
Anfang Dezember 2006 war die Newcastle das erste von drei australischen Marineschiffen, das nach dem Putsch in Fidschi vor Ort war, um eventuell australische Staatsbürger aus dem Land zu evakuieren. Die beiden folgenden waren das amphibische Transportschiff HMAS Kanimbla und der Versorger HMAS Success. Der Einsatz wurde jedoch nicht nötig, so dass die Schiffe Ende Dezember jenes Jahres wieder nach Australien zurückkehrten. Im Juli und August 2010 nahm die Fregatte am zweijährlich abgehaltenen Manöver RIMPAC teil.
Die Fregatte wurde Ende Juni 2019 in Sydney außer Dienst gestellt.
Im Dezember 2019 wurde sie zusammen mit dem Schwesterschiff Melbourne an Chile verkauft. Dort wurde sie als Capitán Prat (FFG-11) am 15. April 2020 in Dienst gestellt.

## Auszeichnungen
Als Auszeichnungen wurden geführt zwei Battle Honour, eins für ihren Einsatz in der International Force East Timor und ein Weiteres für den Einsatz im Persischen Golf in den Jahren 2002 und 2003 während des Kriegs gegen den Terror.